# Cap Geology
Le cap Geology est un cap de la Terre Victoria, en Antarctique. Il se situe à proximité de Granite Harbour (en).
Il a été cartographié et nommé par l'expédition Terra Nova (1910-1913) qui y a établi un campement.